# Calle 23 (Manhattan)

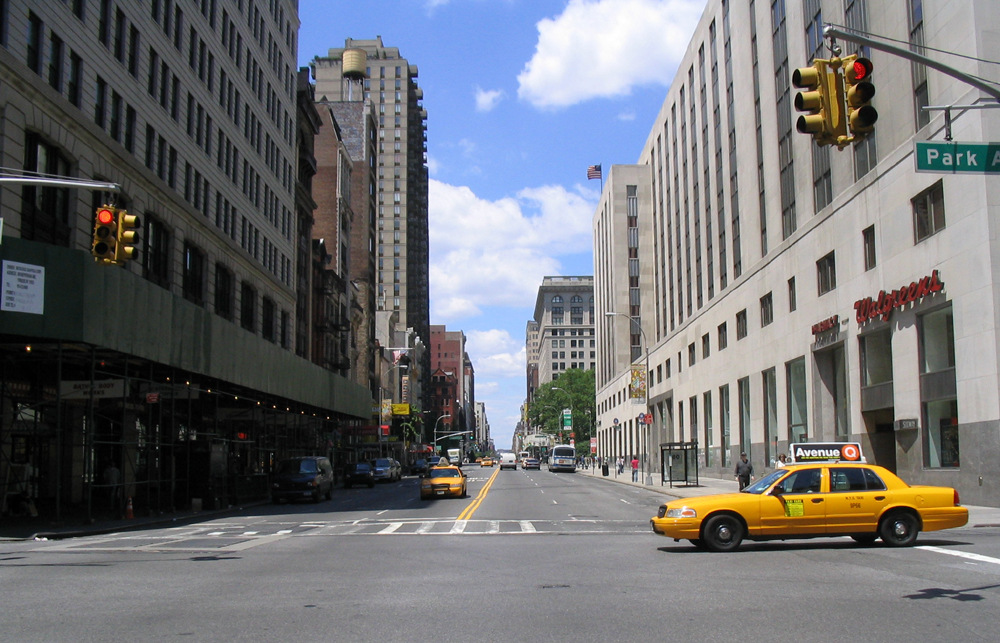
Calle 23 Este, hacia el oeste desde la Avenida Park. Algunos árboles en Madison Square pueden ser vistos a una cuadra adelante en la sección derecha de la calle. Mayo de 2005.

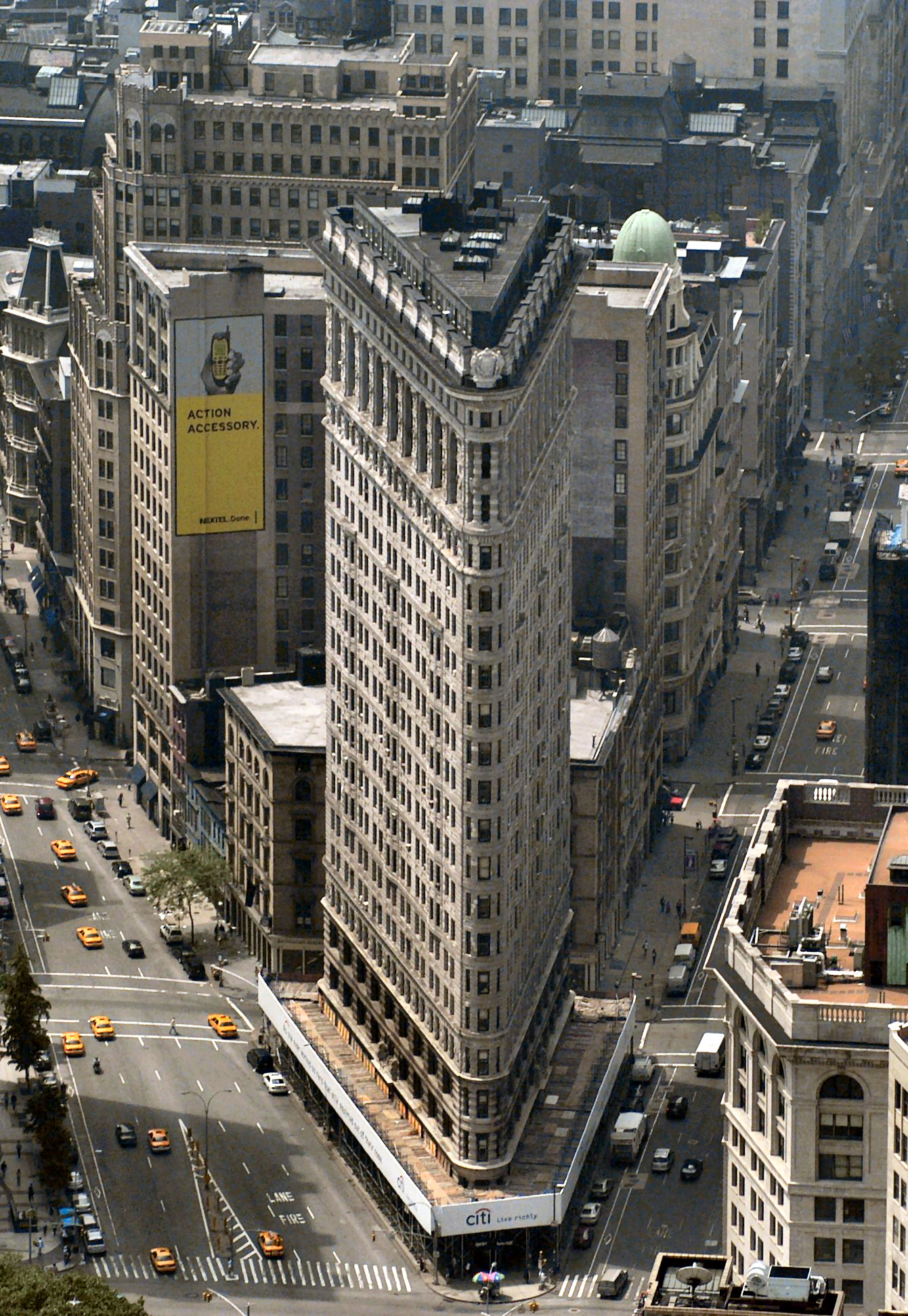
El famoso Edificio Flatiron en la intersección de la (front), Broadway (izquierda), y la 5.ª Avenida (derecha).

Calle 23 a través de Manhattan en la ciudad de Nueva York. Empieza desde rio a rio a través de Manhattan, transportando al tráfico de carriles. Al igual que las otras calles de Manhattan, la Calle 23 Oeste se ensancha al oeste de la Quinta Avenida (en Madison Square Park) y la Calle 23 Este se desplaza hacia el este.
A finales del siglo XIX, la sección occidental de la Calle 23 era un teatro estadounidense en lo que ahora es Broadway.

## Calle 23 Oeste
La Calle 23 Oeste se curva sobre el corazón de Chelsea.
A finales del siglo XIX la Calle 23 Oeste era un teatro estadounidense, con la Opera House Palace y Pike's Opera House a una cuadra del Proctor's Theater ("continuamente daily vaudeville") a través de la Calle desde el Hotel Chelsea. La Calle 23 permaneció como el teatro del strip más importante de la ciudad de Nueva york hasta que abrió el The Empire en Broadway a unas 20 cuadras de uptown.
El Hotel Chelsea el primer complejo co-op apartamento de la ciudad de Nueva York, cuando se construyó en 1884; fue el edificio más alto de Nueva York hasta 1902.

## Calle 23 Este
La Calle 23 Este, en la cual empieza desde la Quinta Avenida y el río Este (FDR Drive), es una de las calles principales de Manhattan que pasan por el barrio de Gramercy Park. La sede del Metropolitan Life Insurance Company (MetLife), a la altura del nacimiento de la Avenida Madison en la Calle 23 Este, jugó a finales del siglo XX un rol muy importante en la forma y carácter de desarrollo a lo largo de la Calle 23.
 El 17 de octubre de 1966, esta calle fue testigo del incendio más mortíferos en cuanto a bomberos fallecidos en la historia de Nueva York hasta los ataques del 11 de septiembre de 2001. El "incendio de la Calle 23".
El Edificio Flatiron está en la sección sur de la Calle en Broadway. El término original de "23 skidoo" se dice que viene de las ráfagas de vientos causadas por la forma triangular del edificio o del aire caliente de un eje a través del cual inmensos volúmenes de aire se vieron obligados a escapar creando rafas de vientos que supuestamente levantaba las faldas de las mujeres.

## Transporte público
Cada línea del Metro de la Ciudad de Nueva York que cruza la Calle 23 tiene una estación local:
- Calle 23 (N R) en la línea Broadway
- Calle 23 (C E) en la línea de la Octava Avenida
- Calle 23 (F M) en la línea de la Sexta Avenida
- Calle 23 (1) en la línea de la Séptima Avenida y Broadway
- Calle 23 (6) en la línea de la Avenida Lexington

La Autoridad Portuaria Trans-Hudson tiene una estación en la  Calle 23. Adicionalmente, el autobús M23 del MTA New York City Transit transita en la Calle 23.

## Intersecciones desde el este al oeste
- FDR Drive
- Primera Avenida
- Segunda Avenida
- Tercera Avenida
- Avenida Lexington
- Avenida Park
- Avenida Madison
- Quinta Avenida y Broadway - Calle 23 Este se convierte en la Calle 23 Oeste
- Sexta Avenida
- Séptima Avenida
- Octava Avenida
- Novena Avenida
- Décima Avenida
- Undécima Avenida
- West Side Highway (la Calle 23 ha sido cerrada a los vehículos del oeste de la Undécima Avenida)
- 13.ª Avenida